# Sidogede (Prembun)
Sidogede is een bestuurslaag in het regentschap Kebumen van de provincie Midden-Java, Indonesië. Sidogede telt 3071 inwoners (volkstelling 2010).